# Filippo Masperi
Filippo Masperi (Brescia, 16 febbraio 1863 – Roma, 8 agosto 1918) è stato un generale italiano.

## Biografia
Entrato nel 1878 nella Accademia militare di Modena, nel 1883 ne usciva con il grado di sottotenente assegnato al 67º Fanteria. Dopo cinque anni di servizio fu promosso tenente e inviato nel 7º Alpini. 
Dal 1889 fu trasferito nella Scuola Militare di Modena dove, dal 1891 insegnò  matematica ai cadetti. 
Smessi i panni dell'insegnamento frequentò la Scuola di guerra, e nel 1911 arrivò al grado tenente colonnello capo di Stato Maggiore della zona di Ancona. Combatté nella Guerra italo-turca. 
Allo scoppio della grande guerra era colonnello capo di Stato Maggiore del VII Corpo d'Armata . Promosso il 4 dicembre 1915 maggiore generale, fu al comando della Brigata Reggio, impegnata in violente battaglie sulle Tofane e sul Col di Lana, fino al 13 ottobre 1916.
Poco dopo fu trasferito a Roma presso il Ministero della guerra in qualità di direttore generale del personale.  Morì improvvisamente a Roma di infarto all'età di 55 anni.